# 완전 경쟁
완전 경쟁(完全競爭, Perfect competition)이란 경제학에서 말하는 이론적인 시장모형으로, 생산자와 소비자가 시장의 가격 결정에 아무런 영향을 미칠 수 없는 시장을 말한다. 완전경쟁시장은 경제적으로 봤을 때 효율성이 극대화되기 때문에 경제적 잉여가 최대인 상태이지만, 현실적으로는 존재할 수 없는 이론적인 모형이다.

## 기본 가정
완전경쟁시장이 성립하기 위해서 크게 4가지 가정을 하고 있다
1. 다수의 수요자와 공급자: 시장에는 다수의 공급자와 수요자가 존재하므로 개별 생산자와 소비자는 가격에 아무런 영향을 미칠 수 없다. 즉,시장의 원리에 따라 결정된 가격을 주어진 것으로 받아들이는 가격수용자(=가격순응자=price taker)로 행동한다.
2. 재화의 동질성: 모든 생산자가 생산하는 제품은 대체가능하며, 아무런 차이가 없는 동질적(homogeneous product)인 제품이다.
3. 자유로운 진입과 퇴거: 생산요소의 완전이동성이 가능하므로 기존 생산요소를 이용해 다른재화를 생산하는 데 아무런 제약이 없다. 즉 특정 산업으로의 진입과 퇴거가 완전히 자유롭다.
4. 완전한 정보: 모든 경제주체가 완전한 정보를 보유하고 있으므로 정보 비대칭성이 발생하지 않고, 일물일가의 법칙이 성립한다.

## 완전경쟁시장의 수요
시장 전체의 수요곡선은 우하향한다. 그러나 완전경쟁시장에서  개별 기업은 시장에서의 비중이 매우 작아 기업의 의사결정이 시장 가격에 영향을 미치지 못하는 가격 수용자이다. 개별 기업이 직면하는 수요곡선은 시장 가격 수준에서의 수평선 형태로 나타나게 된다. 개별 기업이 직면하는 한계수입은 다음과 같이 시장 가격과 같아지게 된다.
{\displaystyle MR=P}

## 완전경쟁시장의 공급

### 단기 공급

완전경쟁시장의 단기 공급곡선(굵은 빨간색)

경쟁시장의 기업은 생산을 할 것인지, 하지 않을 것인지를 먼저 결정해야 한다. 이미 시장에 진입한 기업은 생산을 하는 경우에나 하지 않는 경우에나 고정 비용은 반드시 지출하여야 한다. 즉, 고정 비용은 매몰 비용으로 취급된다. 생산을 하는 경우의 이윤을 {\displaystyle \pi _{p}}, 생산을 중단할 때의 이윤을 {\displaystyle \pi _{s}}, 시장 가격을 {\displaystyle P}, 생산량을 {\displaystyle Q}, 고정 비용을 {\displaystyle FC}, 가변 비용을 {\displaystyle VC}라 할 때 어느 경우에 이윤이 더 큰 지를 비교하여 생산 여부를 결정한다.
{\displaystyle \pi _{p}=P\cdot Q-FC-VC}
{\displaystyle \pi _{s}=-FC}
기업이 생산을 하기 위한 조건은 {\displaystyle \pi _{p}>\pi _{s}}이다. 양변을 Q로 나누면 {\displaystyle P>VC/Q=AVC}가 되어 가격이 평균가변비용보다 높을 때 생산을 하는 결정을 하게 된다. 단기적으로 이윤이 음수가 된다고 하더라도 가격이 평균가변비용보다 높다면 생산을 계속하는 것이 바람직하다.:315-318
경쟁시장의 기업은 이윤을 극대화하는 생산량을 선택한다. 기업의 이윤을 극대화하기 위한 조건은 {\displaystyle MR=MC}이고, 한계수입은 가격과 같으므로, 주어진 가격에서 가격과 한계비용과 일치하는 생산량을 선택한다.
즉, 개별 기업의 단기 공급곡선은 가격이 평균가변비용보다 낮은 구간에서는 생산량이 0이고, 가격이 평균가변비용보다 높은 구간에서는 가격과 한계비용이 같아지는 수준에서 생산한다.
시장의 모든 기업의 개별 공급곡선을 수평으로 합하여 단기 시장공급곡선을 도출할 수 있다.

### 장기 공급

경쟁시장에서 양의 이윤이 발생하는 상태

개별 기업의 경쟁시장 장기균형

장기에서는 모든 생산요소를 신축적으로 조절할 수 있게 되어 장기 한계비용곡선과 가격이 일치하는 생산량에서 생산한다. 또한, 장기에서는 기업이 자유롭게 진입하거나 퇴출할 수 있다. 만약 기업의 장기 기대 이윤이 0보다 크다면 새로운 기업이 시장에 진입하여 가격이 낮아지게 될 것이다. 기업이 계속 진입하여 종국적으로 가격이 평균비용곡선의 최저점에 다다를 때까지 하락한다. 한편, 이윤이 0보다 작은 경우에는 기업이 시장에서 퇴출하면서 가격이 상승하여 평균비용곡선의 최저점에 다다르게 된다.
만약 기업의 비용곡선이 상이한 경우에는 장기 시장가격은 산업 내에서 비용이 가장 높은 기업의 평균비용곡선 최저점과 같게 된다.:343
장기 시장공급곡선을 도출할 때는 기업의 진입과 퇴출을 고려하여야 하므로 단기 시장공급곡선과 달리 개별 기업의 공급곡선을 수평으로 합하는 방법으로는 도출할 수 없다.:316:356 시장의 총생산량과 장기 균형가격의 궤적을 이은 곡선이 장기 시장공급곡선이다. 완숫숫 전경쟁시장에서 산업의 총공급량은 장기적으로 기업의 자유로운 진입과 퇴출을 통해 조정된다.:344
장기 시장공급곡선은 비용 증가 산업, 비용 불변 산업, 비용 감소 산업마다 그 형태가 다르게 나타난다. 비용 증가 산업은 산업 전체의 총생산량이 증가함에 따라 비용곡선이 상향 이동하는 경우를, 비용 불변 산업은 비용곡선이 불변하는 경우를, 비용 감소 산업은 비용곡선이 하향 이동하는 경우를 이른다.:340-341 비용 증가 산업에서는 총생산량이 증가하면서 생산요소 가격이 상승하는 것에 기인하여 장기 시장공급곡선이 우상향하는 형태를 띤다. 비용 불변 산업은 장기 시장공급곡선이 수평선으로 그려진다. 비용 감소 산업은 장기 시장공급곡선이 우하향하는 형태를 띠게 된다.

## 후생경제학의 기본 정리
완전경쟁시장에서 시장의 효율성의 근거가 되는 이론이 후생경제학의 기본 정리이다. 후생경제학의 제1정리는 정보의 비대칭성, 외부효과나 공공재 문제가 존재하지 않는 전제 하에 완전경쟁시장의 일반 균형은 파레토 효율적으로 자원을 배분한다는 것을 의미한다. 후생경제학의 제1정리는 애덤 스미스의 보이지 않는 손을 뒷받침하는 논거이다.:681
후생경제학의 제2정리는 개인의 선호가 볼록한 경우에 모든 파레토 효율적인 자원 배분 상태는 어떤 초기 자원 배분 상태로부터의 완전경쟁시장 일반 균형의 결과임을 의미한다.:646-648:626

## 같이 보기
- 독점
- 과점
- 독점적 경쟁